# John E. Coffee

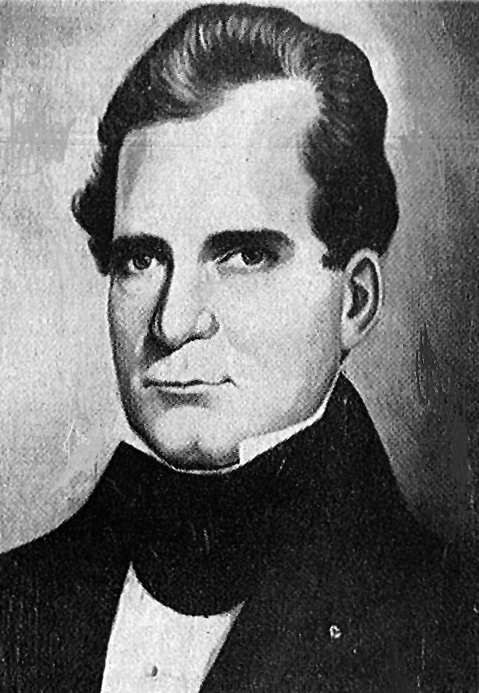
John E. Coffee

John E. Coffee (* 3. Dezember 1782 im Prince Edward County, Virginia; † 25. September 1836 bei Jacksonville, Georgia) war ein US-amerikanischer General und Kongressabgeordneter des Bundesstaates Georgia. Er wird häufig mit dem General John R. Coffee, seinem Cousin ersten Grades, verwechselt.
Der in Georgia geborene Coffee zog mit seinem Vater 1800 auf eine Plantage unweit Powelton im Hancock County. 1807 wurde er Farmer im Telfair County. Als General in der Miliz Georgias organisierte er den Bau einer Straße durch Georgia, um Munition durch den Staat in das Florida-Territorium zu bringen und die Indianer während des Creek-Krieges bekämpfen zu können. Die Straße verlief von Jacksonville nach Tallahassee in Florida und wird als Old Coffee Road bezeichnet.
In den Jahren zwischen 1819 und 1827 war Coffee Mitglied des Senats von Georgia. Als Kandidat der Demokratisch-Republikanischen Partei wurde er in den 23. und 24. Kongress der Vereinigten Staaten gewählt. Er war vom 4. März 1833 bis zu seinem Tod am 25. September 1836 Mitglied des Repräsentantenhauses. Am 3. Oktober 1836 wurde er in den 25. Kongress gewählt; die Nachricht von seinem Tod war dort noch nicht angekommen.
Coffee starb auf seiner Plantage in der Nähe von Jacksonville und wurde zunächst dort beerdigt. 1921 wurde er auf den Friedhof von McRae, Georgia, umgebettet.

## Gedenken
Zusätzlich zur Old Coffee Road wurden das Coffee County in Georgia und der General Coffee State Park nach ihm benannt.